# Limousine
|  | For kvægracen, se limousine (kvægrace). |
En limousine er en stor luksuriøs bil, ofte længere end standardmodellerne. Mange "vigtige" personer (f.eks. royale, politikere og præsidenter) eller kendte (f.eks. sangere og skuespillere) vælger ofte en limousine som transport. Måske fordi det indgyder respekt eller udstråler magt.
Navnet "limousine" kommer af at de tidlige modeller i profil mindede om den traditionelle hætte fra provinsen Limousin i Frankrig. For nu at forstå ordet Limousine i sammenhæng med biler, er ordet limousine en bil der køres af en ansat chauffør, det kan for den sags skyld være en Fiat 500, om end det typisk er en luksusbil, så som Mercedes eller Audi i Europa, hvor Frankrig dog benytter franske biler, England engelske biler osv. Når man høre ordet Limousine, så tænker man ofte på de forlængede modeller, dette er jo sådan set også korrekt, men kaldes for Party Limousiner og/eller Bryllups Limousiner.
I Danmark kræves der tilladelse til at drive limousinekørsel som virksomhed.